# Зульцбах-Розенберг
Зульцбах-Розенберг (нім. Sulzbach-Rosenberg) — місто в Німеччині, розташоване в землі Баварія. Підпорядковується адміністративному округу Верхній Пфальц. Входить до складу району Амберг-Зульцбах.
Площа — 53,19 км2. Населення становить 19 252 ос. (станом на 31 грудня 2020).